# National Alcohol And Liquor Factory
National Alcohol And Liquor Factory är ett statsägt företag som ansvarar för produktion och distribution av alkoholdryck i Etiopien sedan sektorn nationaliserades 1976.

## Sport
Företaget har ett volleybollag, National Alcohol And Liquor Factory VC, som har deltagit i Women's African Club Championship två gånger., de kom nia 2021 och på femtonde plats 2022. Laget vann Derba MIDROC Cement Ethiopian women's Premier League 2021 och kom tvåa 2022